# Setomigma
Setomigma is een geslacht van vlinders van de familie snuitmotten (Pyralidae), uit de onderfamilie Pyralinae.

## Soorten
- S. laboissierella Ghesquière, 1942
- S. linogramma Meyrick, 1933
- S. paraxantha (Meyrick, 1936)
- S. rufalis Hampson, 1906
- S. semnodoxa Meyrick, 1934
- S. stereogramma (Meyrick, 1936)